# Wilhelm Rahn (Politiker, 1880)
Wilhelm Rahn (* 6. Juli 1880 in Worms; † 2. Dezember 1966 in Lauterbach) war von 1924 bis 1933 Oberbürgermeister von Worms.

## Leben

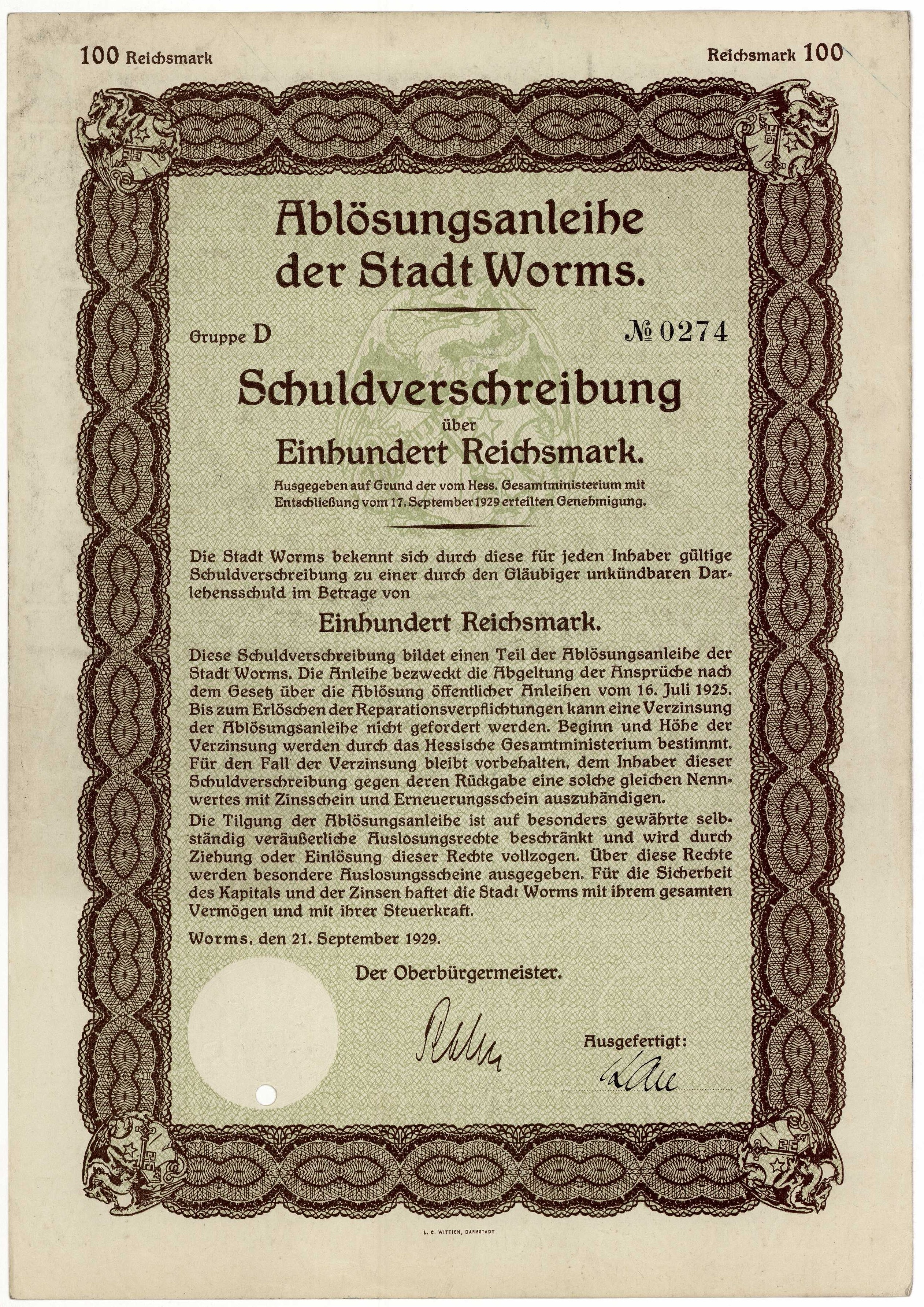
Ablösungsanleihe der Stadt Worms vom 21. September 1929, unterschrieben von Oberbürgermeister Rahn.

Als Sohn des Gießener Gymnasialprofessors Hermann Rahn und Emilie Wagner studierte Rahn zunächst an der Ruprecht-Karls-Universität Heidelberg und der  Hessischen Ludwigs-Universität Rechtswissenschaft. 1900 wurde er im Corps Starkenburgia aktiv. Als Inaktiver wechselte er an die 
Ludwig-Maximilians-Universität München. 
Nach Abschluss seiner Studien trat er in den Staatsdienst vom Großherzogtum Hessen, wurde aber als Regierungsassessor zunächst zur Rentkammer des Fürsten Isenburg in Birstein beurlaubt. Später ließ er sich als Anwalt in Worms nieder, wo er 1912 als Stadtamtmann in die städtische Verwaltungslaufbahn trat. 1919 wurde Beigeordneter und 1924 Oberbürgermeister der Stadt. Rahn war Mitglied der Deutschen Volkspartei (DVP). Am 16. August 1933 trat Rahn nach einer gezielten Bloßstellung durch die Stadtratsfraktion der NSDAP von seinem Amt zurück.
In seiner Funktion als Oberbürgermeister war er auch zweiter Vorsitzender des hessischen Städtetags und des Hessischen Sparkassen- und Giroverbandes, erster Vorsitzender des Aufsichtsrates der Elektrizitätswerk Rheinhessen AG und der Rhenania Wormser Lagerhaus- und Speditions-AG.